# Nicola
Nicola oder Nicolà ist ein weiblicher und männlicher Vorname.

## Herkunft und Bedeutung
Bei Nicola sowie Niccolò und Nicolò handelt es sich um Jahrhunderte alte italienische Varianten des altgriechischen männlichen Vornamens Nikolaos. Im deutschsprachigen Raum wurde daraus Nikolaus, wie in: „Der Heilige Nikolaus“, und dann später zu Niklas, Klaus etc. verkürzt. Seit ungefähr der Mitte des 20. Jahrhunderts wurde die italienische Variante Nicola im deutschen, englischen und skandinavischen Sprachraum mehrmals an weibliche Personen vergeben. Hierbei handelt es sich offenbar um relativ neue Fälle fehlerhafter Entlehnungen, die auf der irrigen Annahme beruhen, dass Vornamen, die auf „a“ enden, durchweg weibliche Vornamen seien. Dass es zu dieser Fehlinterpretation gerade in den germanischsprachigen Ländern gekommen ist, könnte damit zusammenhängen, dass man dort, im Gegensatz zu dem romanischen oder dem slawischen Sprachraum, traditionell keine männlichen Vornamen mit finalem „a“ kennt. Analog dazu siehe Andrea.
Etymologisch stammt der Name aus dem Altgriechischen, nämlich von nike = Sieg und laos = Volk; „Sieg des Volkes“, „Sieg über das Volk“, „Sieger des Volkes“.

## Varianten
- Nicolaas
- Nikola
- Nicole (Vorname)
- Nicolette
- Nicoline / Nicolina

## Namenstag
Namenstag ist der 6. Dezember.

## Namensträgerinnen
- Nicola Adams (* 1982), englische Boxerin
- Nicola Albrecht (* 1975), deutsche Journalistin
- Nicola Ammon (* 1974), deutsche Basketballspielerin
- Nicola Beer (* 1970), deutsche Politikerin
- Nicola Brings (* 1981 oder 1982), deutsche Fußballspielerin
- Nicola Coughlan (* 1987), irische Synchronsprecherin und Schauspielerin
- Nicola Crüsemann (* 1964), deutsche vorderasiatische Archäologin und Museumspädagogin
- Nicola Etzelstorfer (* 1986), österreichische Schauspielerin
- Nicola Karlsson (* 1974), deutsche Schriftstellerin
- Nicola Leibinger-Kammüller (* 1959), deutsche Unternehmerin
- Nicola Meier (* 1979), deutsche Journalistin
- Nicola Pagett (1945–2021), britische Schauspielerin
- Nicola Posener (* 1987), britische Schauspielerin
- Nicola Preuß (* 1966), deutsche Rechtswissenschaftlerin
- Nicola Raab (* 1972), deutsche Opernregisseurin
- Nicola Raasch (* 1970), deutsche Schauspielerin
- Nicola Ransom (* 1971), deutsche Schauspielerin
- Nicola Sanders (* 1982), englische Leichtathletin
- Nicola Schößler (* 1973), deutsche Schauspielerin
- Nicola Spirig (* 1982), Schweizer Triathletin
- Nicola Sturgeon (* 1970), schottische Politikerin
- Nicola Stapleton (* 1974), britische Schauspielerin
- Nicola Thost (* 1977), deutsche Snowboarderin
- Nicola Tiggeler (* 1960), deutsche Schauspielerin, Sängerin, Tänzerin und Schauspielpädagogin
- Nicola Undritz (* 1960), deutsche Filmeditorin
- Nicola White (* 1988), ehemalige britische Hockeyspielerin
- Nicola Yoon (* 1972), jamaikanisch-amerikanische Jugendbuchautorin

## Namensträger
- Nicola Abbagnano (1901–1990), italienischer Philosoph
- Nicola Acerbo (* vor 1670; † nach 1690), italienischer Komponist und Musikpädagoge
- Nicola Agnozzi (1911–2008), italienischer römisch-katholischer Bischof
- Nicola Albani (* 1981), san-marinesischer Fußballspieler
- Nicola Amati (1596–1684), italienischer Geigenbauer
- Nicola Ammirato († 1712), neapolitanischer Maler
- Nicola Amoruso (* 1974), italienischer Fußballspieler
- Nicola Berti (* 1967), italienischer Fußballspieler
- Nicola Caccia (* 1970), italienischer Fußballspieler und -trainer
- Nicola Calipari (1953–2005), italienischer Auslandsgeheimdienstmitarbeiter
- Nicola Canali (1874–1961), italienischer Kurienkardinal
- Nicola Carraro (* 2002), italienischer Motorradrennfahrer
- Nicola Cassio (* 1985), italienischer Schwimmer
- Nicola Chiaruzzi (* 1987), san-marinesischer Fußballspieler
- Nicola D’Arienzo (1842–1915), italienischer Komponist, Musikschriftsteller und Musikpädagoge
- Nicola Fago (1677–1745), italienischer Komponist
- Nicola Fiorenza (nach 1700–1764), italienischer Violinist und Komponist
- Nicola Ghiuselev (1936–2014), bulgarischer Opernsänger
- Nicola Francesco Haym (1678–1729), italienischer Musiker, Komponist und Librettist
- Nicola van Houbraken (1668–1720), italienischer Maler
- Nicola Larini (* 1964), italienischer Automobilrennfahrer
- Nicola Leali (* 1993), italienischer Fußballspieler
- Nicola Legrottaglie (* 1976), italienischer Fußballspieler
- Nicola Loda (* 1971), italienischer Radrennfahrer
- Nicola Matteis, italienischer Violinist und Komponist
- Nicola Moufang (1886–1967), deutscher Jurist, Kunsthistoriker und Kunstsammler
- Nicola Murru (* 1994), italienischer Fußballspieler
- Nicola Nanni (* 2000), san-marinesischer Fußballspieler
- Nicola Pavarini (* 1974), italienischer Fußballspieler
- Nicola Perscheid (1864–1930), deutscher Fotograf
- Nicola Philippaerts (* 1993), belgischer Springreiter
- Nicola Piccinni (1728–1800), italienischer Komponist
- Nicola Pietrangeli (* 1933), italienischer Tennisspieler
- Nicola Pisano († 1278), italienischer Bildhauer und Architekt
- Nicola Antonio Porpora (1686–1768), italienischer Komponist und Gesangslehrer
- Nicola Rizzoli (* 1971), italienischer Fußballschiedsrichter
- Nicola Romeo (1876–1938), italienischer Ingenieur und Unternehmer
- Nicola Sacco (1891–1927), italienischer in die USA eingewanderter Arbeiter und Anarchist
- Nicola Sala (1713–1801), italienischer Komponist
- Nicola Sirkis (* 1959), französischer Sänger, Gitarrist und Komponist
- Nicola Tumolero (* 1994), italienischer Eisschnellläufer
- Nicola Ventola (* 1978), italienischer Fußballspieler
- Nicola Vicentino (1511–1572), italienischer Komponist und Musiktheoretiker
- Nicola Zalewski (* 2002), italienisch-polnischer Fußballspieler
- Nicola Zingarelli  (1860–1935), italienischer Lexikograf und Literaturwissenschaftler
- Nicola Antonio Zingarelli (1752–1837), italienischer Komponist